# 乃美元信
乃美 元信（のみ もとのぶ）は、戦国時代から江戸時代初期にかけての武将。毛利氏の家臣で萩藩（長州藩）士。父は乃美賢勝。兄に小早川隆景の重臣である乃美宗勝がいる。

## 生涯

### 元服前
竹原小早川氏の重臣で独立領主的な性格も有する乃美氏当主・乃美賢勝の子として生まれる。
まだ幼名の「万寿（萬壽）」を名乗っていた天文20年（1551年）2月28日、毛利元就から知行地として安芸国佐東郡矢賀の内の20貫の地を与えられる。同年5月23日に児玉就忠が元信の兄・宗勝へ宛てた返書において、元信に「合力の地」を打ち渡した旨を伝えている。
弘治3年（1557年）2月19日、周防国で須々万沼城攻めを行う小早川隆景から鉄砲に使用する鉛を送るよう命じられる。なお、この時の隆景の書状が史料上で確認できる毛利氏による鉄砲の実戦使用を窺わせる初例となっている。

### 元服後の活躍
永禄2年（1559年）4月27日、元就の加冠を受けて元服し、「元」の偏諱を与えられて「乃美新四郎元信」と名乗る。
永禄3年（1560年）2月6日、元就が児玉就忠を通して乃美宗勝に書状を送り、元信の愁訴を受けて一所を与える旨を伝えており、同年9月24日、元信は元就から周防国都濃郡富田の内の河上を与えられる。
永禄4年（1561年）の門司城の戦いにも参加し、同年10月10日、大友軍の一斉攻撃においては、兄・宗勝と共に奮戦し武功を挙げる。毛利隆元は元信の戦功を「高名比類無し」と賞賛し、庄原就親を使者として元信に金覆輪の太刀一腰を与えた。さらに同年12月13日には毛利元就と隆元に感状を与えられる。
永禄5年（1562年）、兄・宗勝と共に大友氏と対陣する陣中から、元就へ年始の挨拶を行い、青銅100疋等を送った。元就は同年2月21日に元信へ返礼の書状を送っている。
永禄13年（1570年）3月15日、敵船に乗り込んで戦って負傷した元信に対し、隆景から負傷を心配する書状を送られる。同年5月21日には大多和就重から元信の負傷の事を聞いた児玉就方が宗勝に元信の負傷を気に掛ける書状を送っている。

### 織田氏との戦いとそれ以後
天正2年（1574年）12月10日、元信から折箱1つの進上を受けた毛利輝元は児玉元良を通じて元信へ返礼を述べ、この時病に罹っていた元信に治療が肝要であると伝えている。
天正4年（1576年）、石山本願寺から兵糧補給要請を受けた毛利輝元は、乃美宗勝と児玉就英を主将とし、その他に福間元明、井上春忠、村上元吉、村上吉充ら安芸・備後・伊予の水軍に700～800艘の警固船を率いて出陣させ、同年7月13日に木津川口において織田氏配下の水軍と激突。焙烙を多用した毛利水軍の攻撃により織田水軍は壊滅し、無事に石山本願寺に兵糧を運び込むことに成功した（第一次木津川口の戦い）。この時の作戦行動に元信も参加している
天正20年（1592年）から始まる文禄の役で隆景に従って朝鮮へ渡海した兄・宗勝が病に罹り、同年9月23日に死去する。
元和6年（1620年）12月15日に死去。乃美就茂が後を継いだ。